# Jack Nelson (Polospieler)
Juan Santiago „Jack“ Nelson y Duggan (* 26. Mai 1891 in Buenos Aires; † 19. Dezember 1983 ebenda) war ein argentinischer Polospieler.

## Erfolge
Jack Nelson stammte von irischen Einwanderern ab, die mit den übrigen britischen Einwanderern den Polosport in Argentinien etablierten. Vor seiner Studienzeit an der Universidad de Buenos Aires besuchte er das Beaumont College in England. 1913 begann er Polo zu spielen und war fast 40 Jahre in dem Sport aktiv. Ab 1914 spielte er für den Hurlingham Club. Als dessen Mitglied gewann er in den Jahren 1920, 1921, 1925, 1927, 1929 und 1937 die argentinischen Meisterschaften. 1922 war er bei den US Open siegreich, drei Jahre darauf bei den Roehampton Open.
Bei den Olympischen Spielen 1924 in Paris gehörte er als Kapitän neben Enrique Padilla, Arturo Kenny, Juan Miles und Guillermo Naylor zur argentinischen Polomannschaft, die ihre vier Partien gegen die Vereinigten Staaten, Großbritannien, Spanien und Frankreich allesamt gewann und damit Olympiasieger wurde. Dabei kam Nelson in sämtlichen Partien zum Einsatz.
Im selben Jahr wurde Nelson erstmals Präsident des argentinischen Poloverbandes, worauf bis 1948 drei weitere Amtszeiten folgten. Auf seine Initiative hin wurde der Cup of the Americas ins Leben gerufen, in dem Argentinien und die Vereinigten Staaten regelmäßig aufeinandertreffen. Nelson selbst nahm 1928 und 1932 teil, verlor aber beide Partien. Bei den Olympischen Spielen 1936 reiste Nelson als Teamchef der argentinischen Polomannschaft mit.
Sein Bruder Luis und sein Sohn John waren ebenfalls Polospieler. Nelson spielte neben Polo auch Golf und gewann Amateurmeisterschaften sowohl in Buenos Aires als auch in Mar del Plata.